# 東郷町 (鳥取県)
東郷町（とうごうちょう）は、かつて鳥取県の中部に位置していた町である。東伯郡に属していた。

## 地理
東郷池に面しており、全体として山がちな地形であるが東郷川沿いなどには小規模な平野がある。
- 山：鉢伏山、御冠山、大平山
- 河川：東郷川、舎人川、羽衣石川
- 湖沼：東郷池

## 歴史
東郷町地域には山陰最大級の古墳・北山古墳、倭文神社などがあり古代から大和政権との関わりあるとされる豪族がいたとされ、町内の弥生時代の遺跡からは1m程もある鉄刀が出土している。大正4年（1915年）12月に倭文神社境内の経塚から出土した康和5年（1103年）銘の銅経筒などは「伯耆一宮経塚出土品」として一括して国宝に指定されている。この経筒の銘文中に「山陰道伯耆国河村東郷」とあり、平安時代には「東郷」という地名が成立していたことが分かる。中世には松尾大社の荘園・東郷荘が成立、南北朝時代には山名氏、南条氏による荘園侵略を受けた。なお、教科書や歴史関係の書籍によく見える「伯耆国河村郡東郷荘下地中分絵図」は当地周辺を描いたものである。貞治5年（1366年）に羽衣石城を築いた南条氏は東伯耆に勢力を拡大、慶長5年（1600年）に関ヶ原の戦いによって改易されるまで尼子氏、毛利氏などと勢力争いを行った。江戸時代に入り中村一忠の統治、幕府直轄領を経て鳥取池田氏が入部、その家臣和田氏は松崎の自分手政治を許され、小鹿谷に陣屋を築き明治初年までこの地を委任統治した。

### 沿革
- 1953年（昭和28年）4月1日 - 東郷松崎町・舎人村・花見村が合併して東郷町が発足。
- 2004年（平成16年）10月1日 - 羽合町・泊村と合併して湯梨浜町が発足[1]。同日東郷町廃止。

## 特産品
- 二十世紀梨をはじめとする各種梨、野花豊後（梅）
  - 梨の栽培開始から100年以上の歴史を誇っており、二十世紀梨の生産量は日本一である。品質が高く瑞々しいため市場では「東郷梨」のブランドで高値で取引されている。野花豊後は大粒の梅で主にジャム、酒などの製品に加工される。
- 東郷池で採れるシジミ、鮒、鯉などの水産物
  - 東郷池のシジミは大粒なものが多い。1980年代に池北側の橋津川改修に伴う湖中の塩分調節が行われシジミの量が激減したが、シジミの成育に適した塩分濃度に戻すなどの実験をしたところシジミの量が増加し、数年ぶりの豊漁となった。

## 交通

### 鉄道
- 西日本旅客鉄道
  - 山陰本線：松崎駅

### 道路
町内に国道、高速道路は走っていない。以下の県道の他に町道、農道、林道が多数ある。
- 鳥取県道22号倉吉青谷線
- 鳥取県道29号三朝東郷線
- 鳥取県道51号倉吉川上青谷線
- 鳥取県道185号東郷湖線
- 鳥取県道200号長和田羽合線
- 鳥取県道234号東郷羽合線
- 鳥取県道248号長江羽合線
- 鳥取県道260号鉢伏川上線
- 鳥取県道501号倉吉東郷自転車道線
- 鳥取県道503号赤碕東郷自転車道線

## 教育
- 幼稚園・保育所
  - 町立松崎幼稚園
  - 町立花見保育所
  - 町立東郷保育所
  - 私立太養保育園
- 小学校
  - 町立東郷小学校（2005年4月に統合され、現・湯梨浜町立東郷小学校（新）となる。）
  - 町立花見小学校（同上）
  - 町立桜小学校（同上）
- 中学校
  - 町立東郷中学校

## 名所・旧跡・観光・祭事・催事
- 東郷温泉
- 倭文神社
- 羽衣石城
- 水郷祭
- 今滝
- 不動滝
- 中国庭園・燕趙園
- ユアシス東郷龍鳳閣
- 東郷湖羽合臨海公園
- あやめ池スポーツセンター
- 東郷運動公園
- 鉢伏山テレビ送信所

鉢伏山は町内で一番高い山。頂上のテレビ塔まで道路が整備されており、ここからは日本海、大山、弓ヶ浜半島が一望できる。また、夕焼けの東郷池などの眺めはとても幻想的である。このほか、町内各地の果樹園での梨狩り、リンゴ狩り体験も人気である。